# Episodi di Un genio sul divano (terza stagione)
La terza stagione di Un genio sul divano è stata trasmessa sul canale britannico Nickelodeon dal 7 novembre 2008 al 29 agosto 2009.
| nº | Titolo originale                  | Titolo italiano                        | Prima TV originale | Prima TV Italia  |
| -- | --------------------------------- | -------------------------------------- | ------------------ | ---------------- |
| 1  | World of Emma                     | Il mondo di Emma                       | 3 novembre 2008    | 29 dicembre 2009 |
| 2  | The Curse of the Genie Ring       | Fortuna a me, sfortuna a te!           | 4 novembre 2008    | 25 dicembre 2009 |
| 3  | Pony Tale                         | Le aspirazioni di Phillip              | 6 novembre 2008    | 28 dicembre 2009 |
| 4  | Teacher's Pet                     | Il talento di Emma                     | 7 novembre 2008    | 30 dicembre 2009 |
| 5  | Groovy Kind of Guy                | Fidanzato doppio                       | 8 novembre 2008    | 24 dicembre 2009 |
| 6  | Look to the future                | Sguardo nel futuro                     | 9 novembre 2008    | 31 dicembre 2009 |
| 7  | Genie Hotline                     | Il genio hotline                       | 10 novembre 2008   | 23 dicembre 2009 |
| 8  | Fame School                       | L'affare del secolo                    | 20 novembre 2008   | 12 gennaio 2010  |
| 9  | Adil Goes to School (Part One)    | Adil va a scuola (prima parte)         | 31 dicembre 2008   |                  |
| 10 | Adil Goes to School (Part Two)    | Adil va a scuola (seconda parte)       | 31 dicembre 2008   |                  |
| 11 | At Home with the Hortons          | La nuova padroncina                    | 5 gennaio 2009     | 1º gennaio 2010  |
| 12 | House of Ghosts                   | La casa dei fantasmi                   | 3 agosto 2009      | 5 gennaio 2010   |
| 13 | Rock On                           | Rock in giardino                       | 4 agosto 2009      | 23 dicembre 2009 |
| 14 | Sophie Genie                      | Quel genio di Sophie                   | 5 agosto 2009      | 5 gennaio 2010   |
| 15 | Yo Ho Adil                        | La casa dei pirati                     | 6 agosto 2009      | 24 dicembre 2009 |
| 16 | Rock the Casbah                   | Il genio del rock                      | 7 agosto 2009      | 30 dicembre 2009 |
| 17 | Flower Power                      | Potere ai fiori                        | 10 agosto 2009     | 1º gennaio 2010  |
| 18 | Our House                         | La casa delle bambole                  | 11 agosto 2009     | 25 dicembre 2009 |
| 19 | Don't Tie Me Down                 | Il mestolo magico                      | 12 agosto 2009     | 22 dicembre 2009 |
| 20 | Max Actor                         | Un programma dispettoso                | 14 agosto 2009     | 13 gennaio 2010  |
| 21 | A Genie without a Lamp (Part One) | Un genio senza lampada (prima parte)   | 22 agosto 2009     | 4 gennaio 2010   |
| 22 | A Genie without a Lamp (Part Two) | Un genio senza lampada (seconda parte) | 22 agosto 2009     | 4 gennaio 2010   |
| 23 | World Genie Day                   | I desideri di un genio                 | 23 agosto 2009     | 29 dicembre 2009 |
| 24 | Legend of the Dragon (Part One)   | Tutti a Parigi (prima parte)           | 29 agosto 2009     | 6 gennaio 2010   |
| 25 | Legend of the Dragon (Part Two)   | Tutti a Parigi (seconda parte)         | 29 agosto 2009     | 6 gennaio 2010   |
| 26 | Legend of the Dragon (Part Three) | Tutti a Parigi (terza parte)           | 29 agosto 2009     | 7 gennaio 2010   |